# CLONE/DONKEY BOOGIE DODO
「CLONE/DONKEY BOOGIE DODO」（クローン/ドンキー ブギー ドードー）は、日本のバンドストレイテナーの11枚目のシングルである。2010年1月13日発売。発売元はEMIミュージック・ジャパン。

## 概要
- 前作から7ヶ月ぶりとなるシングル。両A面シングルは「KILLER TUNE/PLAY THE STAR GUITAR」以来2枚目である。
- CD EXTRA仕様。「Magic Blue Van」のミュージック・ビデオが収録されている。
- 同日にライブDVD「NEXUS TOUR FINAL」がリリースされた。

## 収録曲
1. CLONE(5:39)
作詞・作曲：ホリエアツシ、編曲：ストレイテナー
映画『戦慄迷宮3D THE SHOCK LABYRINTH』主題歌。
バンド初となる映画タイアップとなった。
2. DONKEY BOOGIE DODO(4:18)
作詞・作曲：大山純・ホリエアツシ、編曲：大山純
シングルでは初めてホリエ以外のメンバーが作曲で関わった曲である。
3. CLONE -instrumental-(5:39)
4. DONKEY BOOGIE DODO -instrumental-(4:20)

## 収録アルバム
1. CLONE
『CREATURES』（記載はされていないが、アウトロが次曲に繋がるようになっている）
2. DONKEY BOOGIE DODO
『CREATURES』